# Christine Fehér
Christine Fehér  (* 22. Januar 1965 in Berlin) ist eine deutsche Autorin von Kinder- und Jugendbüchern.

## Leben
Nach dem Abitur 1984 studierte sie evangelische Theologie am Pädagogisch-Theologischen Institut in Berlin und unterrichtete in Folge als Religionslehrerin an verschiedenen Schulen in Berlin, unter anderem auch in der Schule einer Klinik für Kinder- und Jugendpsychiatrie. Seit 2007 arbeitet sie an einer Grundschule.
2001 legte sie ihre ersten Luisa-Kinderbücher vor, denen seither zahlreiche weitere Kinder- und Jugendbücher z. T. in mehreren Auflagen u. a. in der Verlagsgruppe Random House folgten.
Ihre Jugendbücher greifen existentielle Probleme und Grenzerfahrungen Heranwachsender und junger Erwachsener auf, wie Magersucht in Dann bin ich eben weg, Stalking in Jeder Schritt von dir, ungeplante Schwangerschaft in Elfte Woche, Geschlechtsidentität und Transsexualität in Weil ich so bin und Body. Der u. a. mit dem Buxtehuder Bulle ausgezeichnete Titel Dann mach ich eben Schluss beschreibt den Suizid eines 18-Jährigen aus den wechselnden Perspektiven von Familienangehörigen, Freunden und Lehrern.

## Auszeichnungen
- 2003: Silberner Lufti für Dann bin ich eben weg
- 2007: Die besten 7 Bücher für junge Leser (September 2007), darunter Jeder Schritt von dir
- 2013: Buxtehuder Bulle für Dann mach ich eben Schluss als bestes Jugendbuch des Jahres[3][4][5]
- 2014: Ulmer Unke für Dann mach ich eben Schluss[6]
- 2015: Die besten 7 Bücher für junge Leser (März 2015), darunter Anders frei als du

## Bibliografie

### Kinderbücher
- Die Singemaus feiert Weihnachten – Vorlesebuch für Kinder von 3 - 6 Jahren. Illustrationen: Ines Rarisch. Menschenkinder Verlag, Münster 2002. ISBN 978-3-89516-179-7.
- Die Singemaus im Kindergarten. Illustrationen: Ines Rarisch. Menschenkinder Verlag, Münster 2003. ISBN 978-3-89516-178-0.
- Die Singemaus im Kindergarten – Das Mitmachbuch für Aufführungen. Illustrationen: Ines Rarisch, Noten: Ingrid van Bebber. Menschenkinder Verlag, Münster 2003. ISBN 978-3-89516-182-7.
- Ab heute gehe ich in die Schule. cbj Kinderbücher Verlag, München 2009, ISBN 978-3-570-22055-9.
- Ich schenk dir eine Geschichte 2012 – Wir vom Brunnenplatz. cbj, München 2012, ISBN 978-3-570-22350-5.

Neuausgabe: Wir vom Brunnenplatz. cbj, München 2013, ISBN 978-3-570-22406-9.
- Neues vom Brunnenplatz. cbj, München 2013, ISBN 978-3-570-22385-7.
- Nino und der Schuldrache. cbt, 2013, ISBN 978-3-570-15626-1.
- Mädchengeschichten. Die Welttagseditionen 2013, Band 3. cbj TB, 2013, ISBN 978-3-570-22390-1.
- Freundschaftsgeschichten. cbt, 2014, ISBN 978-3-570-22457-1.
- Wie Brausepulver im Bauch. cbt, München 2017, ISBN 978-3-570-16504-1.

#### Marie (Reihe)
- Marie und die Neue!. Illustrationen: Heike Vogel. Omnibus Verlag, München 2008. ISBN 978-3-570-21826-6.
- Marie setzt sich durch. Illustrationen: Heike Vogel. Omnibus Verlag, München 2008. ISBN 978-3-570-21927-0.
- Marie macht das schon. Illustrationen: Heike Vogel. Omnibus Verlag, München 2008. ISBN 978-3-570-21825-9.
- Marie verliebt sich. Illustrationen: Heike Vogel. cbj, München 2009. ISBN 978-3-570-21991-1.
- Marie im Weihnachtsfieber. Illustrationen: Heike Vogel. cbj, München 2009. ISBN 978-3-570-22084-9.
- Marie im Familienchaos. Illustrationen: Heike Vogel. cbj, München 2009. ISBN 978-3-570-22062-7.

#### Finja und Franzi (Reihe)
- Finja und Franzi – Ein Herz und ein Hase. Band 1, cbt, 2014, ISBN 978-3-570-16289-7.
- Finja und Franzi – Da haben wir den Salat. Band 2, cbt, 2014, ISBN 978-3-570-16290-3.
- Finja und Franzi – Zweimal schwarzer Kater. Band 3, cbt, 2015, ISBN 978-3-570-16380-1.

#### Strixi (Reihe)
- Strixi – Eine Eule auf der Wäscheleine . Band 1, cbt, 2015, ISBN 978-3-570-16349-8.
- Strixi – Eine Eule auf dünnem Eis. Band 2, cbt, 2015, ISBN 978-3-570-16350-4.
- Strixi – Eine Eule geht baden. Band 3, cbt, 2016, ISBN 978-3-570-16443-3.

### Jugendbücher
- Dann bin ich eben weg. Aare by Sauerländer, Düsseldorf, 2002, ISBN 978-3-7941-7001-2; Neuausgabe: Bertelsmann-Jugendbuch-Verlag, München 2005. ISBN 978-3-570-30170-8.
- Body – Leben im falschen Körper. Sauerländer, Düsseldorf 2003, ISBN 978-3-7941-7017-3.
- Straßenblues. Sauerländer, Düsseldorf 2004, ISBN 978-3-7941-7026-5; Neuausgabe: cbt, München 2007, ISBN 978-3-570-30401-3.
- Elfte Woche. Sauerländer, Düsseldorf 2005, ISBN 978-3-7941-7041-8; Neuausgabe: cbt, München 2008, ISBN 978-3-570-30390-0.
- Freindinnen. Arena Verlag, Würzburg 2005, ISBN  978-3-401-02658-9.
- Jeder Schritt von dir. Sauerländer, Düsseldorf 2006, ISBN 978-3-7941-7053-1; Neuausgabe: cbt, München 2009, ISBN 978-3-570-30416-7.
- Mehr als ein Superstar. Sauerländer, Düsseldorf 2007, ISBN 978-3-7941-7063-0; Neuausgabe: cbt, München 2009, ISBN 978-3-570-30552-2.
- Vincent, 17, Vater. Sauerländer, Düsseldorf 2008, ISBN 978-3-7941-7072-2; Neuausgabe: cbt, München 2010, ISBN 978-3-570-30658-1.
- Weihnachtsflirt und Winterliebe – eine Liebesgeschichte in 24 Kapiteln. Illustrationen: Annabelle von Sperber. cbj, München 2009. ISBN 978-3-570-13599-0; Neuauflage 2011: ISBN 978-3-570-40105-7.
- Dornenliebe. cbt, München 2010, ISBN 978-3-570-16038-1.
- Schwarze Stunde. cbt, München 2011, ISBN 978-3-570-16081-7.
- Ausgeloggt. cbt, München 2012, ISBN 978-3-570-30740-3.
- Dann mach ich eben Schluss. cbt, München 2013, ISBN  978-3-570-16115-9.
- Weil ich so bin. Carlsen Verlag, 2016, ISBN 978-3-551-31457-4.
- Anders frei als du. cbt, 2016, ISBN 978-3-570-30900-1.
- Bis ich ihn finde: die Geschichte einer Vatersuche. cbt, 2020, ISBN 978-3-570-31300-8.
- Ella im Abseits. cbt, München 2021, ISBN 978-3-570-31369-5.
- Dünner als du denkst. cbt, München 2022, ISBN 978-3-570-31482-1.

#### Luisa (Reihe)
- Luisa – Komm mit zum Ballett!. Teil 1. Kerle im Verlag Herder, Freiburg (Breisgau)–Wien–Basel 2001. ISBN 978-3-451-70363-8.
- Luisa – Aufregung im Ballettsaal. Teil 2. Kerle im Verlag Herder, Freiburg (Breisgau)–Wien–Basel 2001. ISBN 978-3-451-70399-7.
- Luisa – Ballettfieber. Teil 3. Kerle im Verlag Herder, Freiburg (Breisgau)–Wien–Basel 2002. ISBN 978-3-451-70441-3.
- Luisa – Endlich Spitze. Teil 4. Kerle im Verlag Herder, Freiburg (Breisgau)–Wien–Basel 2002. ISBN 978-3-451-70478-9.

## Diskografie

### Geschichten / Hörspiele
- Die Singemaus im Kindergarten. Kinderliederhörspiel, Musik: Detlev Jöcker, Menschenkinder Verlag, Berlin 2003 u. 2019, ISBN 978-3-89516-180-3.
- Luisa. Hörspiel-Serie in Schwiizerdütsch. Produktionsleitung und Regie: Alexander Meyer.
  - Luisa – Chumm mit zum Ballett. Teil: 1. Verzellt vo dr Florence Develey. Chinderwält, Pratteln 2004. ISBN 978-3-03718-049-5.
  - Luisa – Ufregig im Ballettsaal. Teil: 2. Verzellt vo dr Florence Develey. Chinderwält, Pratteln 2006. ISBN 978-3-03718-203-1.
- Freindinnen. Gelesen von Konstanze Kromer.  TechniSat Digital, Radioropa Hörbuch, Daun 2007. ISBN 978-3-86667-580-3.
- Nino und der Schul-Drache. Gelesen von Ralph Caspers und Levi Schultze. Regie: Oliver Versch. Random House Audio, Köln; Edel–Kultur, Hamburg 2013. ISBN 978-3-8371-2040-0.

### Liedtexte
- Vaterunser Hits – neue Lieder für christliche Kinderfeste. Musik: Detlev Jöcker. Sony Music Entertainment, München 2017; Menschenkinder Verlag, Münster 2019, ISBN 978-3-89516-324-1.
- Suche Frieden. Lied zum Katholikentag in Münster 2018, Musik: Detlev Jöcker